# Stenobates
Stenobates is een geslacht van wantsen uit de familie van de Gerridae (schaatsenrijders). Het geslacht werd voor het eerst wetenschappelijk beschreven door Teiso Esaki in 1927.

## Soorten
Het genus bevat de volgende soorten:

- Stenobates australicus J. Polhemus & D. Polhemus, 1991
- Stenobates biroi (Esaki, 1926)
- Stenobates fakfak J. Polhemus & D. Polhemus, 1996
- Stenobates kamojo J. Polhemus & D. Polhemus, 1996
- Stenobates kasim J. Polhemus & D. Polhemus, 1996
- Stenobates labuha J. Polhemus & D. Polhemus, 1996
- Stenobates langoban J. Polhemus & D. Polhemus, 1996
- Stenobates makraitos (Chen & Nieser, 1992)
- Stenobates sangihe J. Polhemus & D. Polhemus, 1996
- Stenobates zamboanga J. Polhemus & D. Polhemus, 1996